# سامسونج جالكسي تاب برو 8.4
سامسونج جالاكسي تاب برو 8.4 (بالإنجليزية: Samsung Galaxy Tab Pro 8.4)‏ هو حاسوب لوحي من إلكترونيات سامسونج ضمن سلسلة سامسونج جالكسي تاب يعمل بنظام أندرويد تم الكشف عنه في 6 يناير 2014، تم طرحه في الأسواق في 19 فبراير 2014.

## الخصائص
- نظام التشغيل: أندرويد
- الكاميرا الأمامية: 2 ميجابكسل
- الكاميرا الخلفية: 8 ميجابكسل
- الشاشة: 2560×1600
- الوزن: WiFi: 334 غ (0.736 رطل), 3G: 336 غ (0.741 رطل), 4G/LTE: 338 غ (0.745 رطل)
- المعالج: 2.3 جيجا هرتز رباعي النواة
- الذاكرة: 2 جيجابايت
- التخزين: 64 جيجابايت

## وصلات خارجية
- الموقع الإلكتروني